# Selena
Selena Quintanilla-Pérez (født 16. april 1971, død 31. marts 1995), bedst kendt som Selena, var en mexicansk-amerikansk sangerinde.
Sangen "Como La Flor" fra 1992 var hendes kendingsmelodi.
Hun vandt en grammy i 1994 for hendes album Selena Live!
Hun blev dræbt af formanden for sin fanklub, da hun var 23 år gammel.
Der er lavet en film om Selenas liv i 1997 med Jennifer Lopez i hovedrollen.